# Chris von Saltza
Susan Christina "Chris" von Saltza (São Francisco, 13 de janeiro de 1944) é uma ex-nadadora dos Estados Unidos, ganhadora de três medalhas de ouro nos Jogos Olímpicos de Roma em 1960.
Foi recordista mundial dos 400 metros livres entre 1960 e 1964.
Entrou no International Swimming Hall of Fame em 1966.